# Barranc d'Enserola
El barranc d'Enserola és un barranc afluent del Flamisell. Discorre per l'antic terme de Toralla i Serradell, actualment pertanyent a Conca de Dalt, al Pallars Jussà.
Aquest barranc es forma a 837 m. alt. per la unió del barranc de Fontallaus i del de la Torre al nord del Planell de l'Obaga. S'obre pas cap a llevant entre els contraforts meridionals de la Taula d'Enserola i dels contraforts nord-orientals del Serrat del Ban, i passa per sota i al nord de l'Obaga de Sant Isidre i al sud de la partida d'Enserola. El darrer tram, emprèn la direcció sud-est i, finalment, va a cercar el Flamisell just al sud del Congost d'Erinyà, a 634 m. alt., molt a prop de la boca sud de la carretera N-260.